# Cadillac Series 65
Der Cadillac Series 65 war ein 1937/38 vom US-amerikanischen Automobilhersteller General Motors unter der Marke Cadillac angebotenes Modell.

## Modellgeschichte
Im Modelljahr 1937 gliederte sich das Cadillac-Angebot in die Typen Series 60, 65, 70 und 75 mit V8, den Series 85 mit V12 und den Series 90 mit V16-Motor.
Neu ins Programm gekommen war der zwischen 60 und 70 angesiedelte Series 65. Dabei handelte es sich um eine Limousine mit spezieller Karosserie mit je drei Seitenscheiben, die den längeren Radstand der Serie 70 (332,7 cm) mit einer preiswerteren, von Fisher Bodies produzierten Karosserie verband (die Karosserien der Series 70 stammten hingegen von Fleetwood). Angetrieben wurde der 65 von einem 5,7-Liter-V8 mit stehenden Ventilen und 135 PS. Preislich rangierte der 65.400 Dollar über der 60-Limousine, aber auch 500 Dollar unter dem 70 Touring Sedan mit Fleetwood-Karosserie.
1938 kamen zusätzlich ein besser ausgestatteter 65 Imperial Sedan und ein viertüriges Cabriolet ins Programm.
Mit dem Modelljahr 1939 wurde der 65, nach insgesamt 3877 gebauten Exemplaren, wieder aus dem Angebot genommen.

## Daten
| Modelljahr | Hubraum (cm³) | Leistung (PS) | Radstand (cm) | Preis (US-$) | Stückzahl |
| ---------- | ------------- | ------------- | ------------- | ------------ | --------- |
| 1937       | 5671          | 135           | 332,7         | 1945         | 2401      |
| 1938       | 5671          | 135           | 335,3         | 2285–2600    | 1476      |